# 63. østlige længdekreds
Den 63. østlige længdekreds (eller 63 grader østlig længde) er en længdekreds, der ligger 63 grader øst for nulmeridianen. Den løber gennem Ishavet, Europa, Asien, det Indiske Ocean, det Sydlige Ishav og Antarktis.